# Liste der Kulturdenkmale in Annaberg-Buchholz

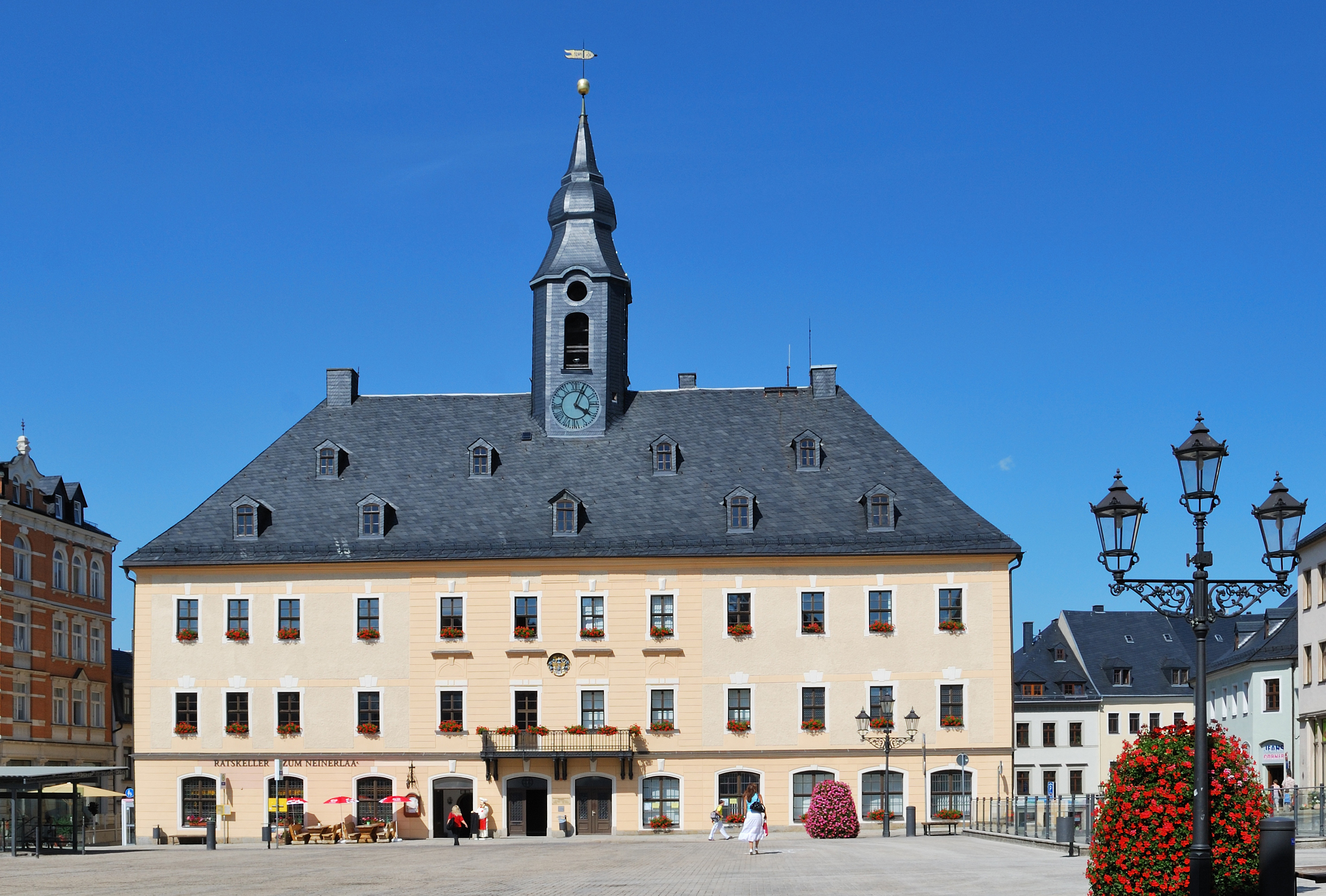
Rathaus Annaberg

Die Liste der Kulturdenkmale in Annaberg-Buchholz enthält die Teillisten der Kulturdenkmale der sächsischen Stadt Annaberg-Buchholz, die in der Denkmalliste vom Landesamt für Denkmalpflege Sachsen mit Stand vom 24. November 2010 aufgeführt sind:
- Liste der Kulturdenkmale in Annaberg (A–K)
- Liste der Kulturdenkmale in Annaberg (L–Z)
- Liste der Kulturdenkmale in Buchholz
- Liste der Kulturdenkmale in Cunersdorf
- Liste der Kulturdenkmale in Frohnau
- Liste der Kulturdenkmale in Geyersdorf
- Liste der Kulturdenkmale in Kleinrückerswalde